# Ala Tsuper
Ala Petrouna Tsuper (en bielorruso: Ала Пятроўна Цупeр; Rivne, 16 de abril de 1979) es una deportista bielorrusa, de origen ucraniano, que compite en esquí acrobático, especialista en la prueba de salto aéreo.
Participó en seis Juegos Olímpicos de Invierno, entre los años 1998 y 2018, obteniendo una medalla de oro en Sochi 2014, en la prueba de salto aéreo, el quinto lugar en Nagano 1998, el octavo en Vancouver 2010 y el cuarto en Pyeongchang 2018.

## Medallero internacional
| Juegos Olímpicos | Juegos Olímpicos | Juegos Olímpicos | Juegos Olímpicos |
| Año              | Lugar            | Medalla          | Prueba           |
| ---------------- | ---------------- | ---------------- | ---------------- |
| 2014             | Sochi (Rusia)    | Medalla de oro   | Salto aéreo      |